# Melodías desafinadas
Melodías desafinadas es el primer álbum de estudio de la banda española de pop punk Pignoise, publicado por Iuno récords el 14 de febrero del 2003. No tuvo mucha repercusión en el mercado debido a la nula promoción y a ser calificado por varias productoras como un proyecto musical vacío e indeciso.

## Canciones
- 01. Quiero darte - 0:27
- 02. Sin identidad - 3:00
- 03. La eternidad del corazón - 3:07
- 04. Me quedo sólo - 3:12
- 05. A todos lados - 2:36
- 06. Mundo perdido - 3:07
- 07. Volver a caer - 3:21
- 08. Me disparas - 3:04
- 09. Quiero darte 2 - 0:28
- 10. Por qué te has ido - 3:10
- 11. Tengo - 2:25
- 12. Q T Pires - 3:12
- 13. El ocaso - 3:43
- 14. El título que quieras - 3:28
- 15. Como un pez - 2:58
- 16. Quiero darte 3 - 0:31

- Datos: Q9031409